# August François von Finck
August François von Finck, genannt François von Finck (* 2. Mai 1968), ist ein aus Deutschland stammender Erbe und Investor mit Schweizer Staatsbürgerschaft. Er ist Mitglied des Verwaltungsrats der Mövenpick-Gruppe und der SGS, Mitglied des Aufsichtsrats der Custodia Holding und bis 23. Juni 2023 der Staatlichen Mineralbrunnen AG.

## Familie
Sein Urgroßvater Wilhelm von Finck war ein deutscher Bankier und Mitbegründer der Allianz Versicherungsgesellschaft, der Münchener Rückversicherungs-Gesellschaft und weiterer Unternehmen. François von Fincks Eltern sind August von Finck junior, Bankier und ebenfalls Investor, sowie Francine von Finck, geborene Le Tanneux von Saint Paul. François von Finck hat zwei jüngere Brüder, Maximilian Rudolf und Luitpold Ferdinand und eine Schwester, Maria-Theresia. Sein offizieller Wohnort ist Pfäffikon in der politischen Gemeinde Freienbach am Zürichsee im Kanton Schwyz in der Schweiz.

## Schule und Ausbildung
François von Finck besuchte das Internat The Darrow School in New Lebanon im Bundesstaat New York und studierte erst an der School of Languages and Linguistics mit Schwerpunkt Deutsch und anschließend an der McDonough School of Business der Georgetown University in Washington, D.C. Dort erhielt er einen Bachelor of Science sowie 1999 einen Master of Business Administration.

## Berufliche Aktivitäten
Seit 2001 sitzt François von Finck im Aufsichtsrat der Staatl. Mineralbrunnen AG in Bad Brückenau, seit Juli 2001 ist er Verwaltungsratspräsident der Carlton-Holding AG in Allschwil in der Schweiz, die zu knapp 100 % Mövenpick kontrolliert. Über die Aktionärsgruppe von Finck ist er Gesellschafter des weltweit tätigen Schweizer Industriekonzerns Von Roll Holding AG. Seine Familie kontrolliert dort die Mehrheit der Stimmrechte. Die Aktionärsgruppe von Finck ist ebenfalls mit 14,96 % (bis zum 11. November 2009: 25,5 %) der Kapital und Stimmrechtsanteile an dem international tätigen Schweizer Warenprüfkonzern SGS SA beteiligt und François von Finck hält dort mindestens 3 % der Anteile.
Des Weiteren sitzt François von Finck seit 1999 im Aufsichtsrat der Finck’schen Beteiligungs- und Immobiliengesellschaft Custodia Holding AG mit Sitz in München – ein Unternehmen, das 2006 25,8 % der Hochtief AG Aktien übernahm und im Frühjahr 2007 mit ca. einer halben Milliarde Euro Gewinn weiterverkaufte.
Im Mai 2004 wurde François von Finck in den Aufsichtsrat der RHI AG gewählt und hielt 9 % der Aktienanteile. Mitte Juli 2005 schied François von Finck aus und verringerte Anfang September 2005 seine RHI Beteiligung auf unter 5 %.
Seit September 2009 sitzt François von Finck ebenfalls im Verwaltungsrat der Geotherma AG in Zug in der Schweiz.
François von Finck veranlasste auch die Gründung der Bank von Roll AG mit Sitz in Zürich, welche Ende Januar 2009 ihren Geschäftsbetrieb aufnahm. 2015 war François von Finck mit über 30.000 Aktien Grossaktionär der Bank und hielt damit mehr als 90 % der Stimmrechte des Unternehmens. Im März 2015 unterbreitete er den freien Aktionären ein Kaufangebot für die restlichen Aktien.
Am 1. Oktober 2022 wurde bekannt gegeben, dass August François Mitglied des Verwaltungsrats der Degussa Sonne/Mond Goldhandel wird. Mit dieser Ernennung ist er nun in den führenden Schweizer Unternehmen der Familie vertreten, da er bereits seit einiger Zeit auch im Verwaltungsrat der Von Roll Holding und der Bank von Roll tätig ist, wo er als Vizepräsident fungiert.

## Parteispenden
Im Januar 2010 berichtete Spiegel Online über Parteispenden der Familie von Finck, die in Deutschland 14 Hotels betreibt, an die deutsche FDP. Demnach überwies sie zwischen Oktober 2008 und Oktober 2009 über ihre in Düsseldorf ansässige Substantia AG 1,1 Millionen Euro an die FDP. Aufgrund ihrer Mehrheitsbeteiligung an der Mövenpick-Gruppe – indirekt kontrolliert durch François von Finck als Verwaltungsratspräsident (Carlton-Holding AG) – wurden die Spenden von den Oppositionsparteien im Deutschen Bundestag kritisiert. Diese sahen einen Zusammenhang zwischen der Spende an die FDP und der von dieser Partei betriebenen steuerlichen Entlastung der Hotelunternehmen in Deutschland durch das so genannte Wachstumsbeschleunigungsgesetz, das am 1. Januar 2010 in Kraft trat.